# Eddie Costa - Vinnie Burke Trio
Eddie Costa - Vinnie Burke Trio è il primo album da leader (in questo caso da co-leader) di Eddie Costa con il contrabbassista Vinnie Burke, pubblicato dalla Jubilee Records nel 1956.

## Tracce
Lato A
1. Fascinating Rhythm – 2:53 (George Gershwin, Ira Gershwin)
2. Unison Blues – 5:20 (Vinnie Burke)
3. Sweet and Lovely – 3:15 (Gus Arnheim, Harry Tobias, Charles N. Daniels)
4. Let's Do It – 4:17 (Cole Porter)
5. Yesterdays – 3:40 (Jerome Kern, Otto Harbach)

Durata totale: 19:25
Lato B
1. Pile Driver – 5:06 (Eddie Costa)
2. It Could Happen to You – 6:35 (Jimmy Van Heusen, Johnny Burke)
3. Get Happy – 4:10 (Harold Arlen, Ted Koehler)
4. Jeepers Creepers – 2:49 (Harry Warren, Johnny Mercer)

Durata totale: 18:40

## Musicisti
- Eddie Costa - pianoforte (brani: A1, A2, A4, A5, B1, B2, B3 e B4)
- Eddie Costa - vibrafono (brano: A3)
- Vinnie Burke - contrabbasso
- Nick Stabulas - batteria